# Шленгель, Владислав
Владислав Шленгель (пол. Władysław Szlengel, 1911 или 1914, Варшава — 8 мая 1943, там же) — польский поэт, публицист, сатирик.
Уроженец Варшавы еврейского происхождения, Шленгель начал свою литературную карьеру в межвоенный период, в это время он сочинял стихи для популярных песен и сотрудничал с театрами-кабаре. После немецкой оккупации Варшавы Шленгель был заключён в гетто, где продолжил заниматься литературой. Стихи Шленгеля, написанные в период Холокоста, были хроникой жизни варшавских евреев, документальную ценность его поэзии отмечал историк и участник еврейского сопротивления Эммануэль Рингельблюм, назвавший Шленгеля «поэтом гетто». Шленгель был убит во время подавления восстания в Варшавском гетто, значительная часть его творческого наследия утрачена.

## Биография
Владислав Шленгель родился в Варшаве в еврейской семье, его отец, художник Мауриций Шленгель, зарабатывал на жизнь рисованием плакатов для кинотеатров. Семья Шленгеля жила в районе Воле, там же находилась Торговая школа, где будущий поэт учился на бухгалтера. Ещё в юном возрасте он начал писать стихи и в 1930 году решил связать свою жизнь с литературой.
C начала 1930-х годов Шленгель публиковался в ряде газет и еженедельников, а незадолго до войны начал сотрудничать с театрами-кабаре. Шленгель также писал стихи для песен, его авторству принадлежат тексты таких шлягеров как «Jadziem Panie Zielonka», «Dziś panna Andzia ma wychodne» и «Tango notturno». Среди исполнителей песен Шленгеля были Адам Астон, Вера Гран, Людвик Семполинский и Мечислав Фогг.
В 1939 году Шленгелю удалось бежать из оккупированной немецкими войсками Варшавы в Белосток, занятый Красной Армией. В Белостоке поэт устроился на работу в Театр миниатюр, где заведовал литературной программой и выступал в качестве конферансье. Вместе с театром Шленгель гастролировал на территории Западной Белоруссии, оккупированной Советским Союзом. В 1940 году Шленгель переехал во Львов, однако после нападения Германии на СССР был вынужден вернуться в оккупированную Варшаву.
Вернувшись в Варшаву, Шленгель поселился в унаследованной от родителей квартире, оказавшейся на территории Варшавского гетто. Осенью 1941 года гетто и его обитатели были отделены от остальной части Варшавы стеной. В гетто Шленгель организовал сатирической кабаре «Żywy dziennik» («Живой дневник»), регулярно выступавшее в кафе «Sztuka». Во время выступлений Шленгель читал свои стихи под аккомпанемент пианиста Владислава Шпильмана, вместе они написали песню «Jej pierwszy bal», вошедшую в репертуар Веры Гран.
В июле 1942 началась массовая отправка жителей гетто в Треблинку. Однако Шленгель избежал отправки в лагерь смерти, попав в мастерскую по изготовлению щёток, где использовался принудительный труд евреев. Оставшись единственным участником своего кабаре, он устраивал выступления у себя дома, продолжал писать стихи и распространять их в виде самодельных сборников. В апреле 1943 года в гетто началось восстание, жестоко подавленное нацистами. Во время восстания поэт укрывался в подвале дома на Свентоерской улице, после захвата подвала нацистами Шленгель и другие жители убежища были убиты.
- Танго Б. Муцмана[пол.] на стихи Вл. Шленгеля, 1936

## Творчество
Работы Шленгеля, написанные в первый год жизни в гетто, отмечены ностальгией по довоенному миру, а также иронией и гротеском, благодаря которым поэт дистанцировался от новой реальности, его тоска по миру за стеной гетто, а также переживания из-за разрыва с Польшей и польскими друзьями отразились в стихотворениях «Телефон» и «Окно на ту сторону». Отношения с Польшой навсегда остались болезненной темой для Шленгеля: по выражению историка С. Кассова, поэт выражал чувства еврейской интеллигенции, которая разрывалась между «еврейской гордостью с одной стороны и — не всегда разделенной — любовью к Польше — с другой».
Слышишь, немецкий Боже:

евреи молятся в «диких» своих домах,

в руках сжимая камни и жерди.

Дай нам, Господь, кровавую битву,

одари нас жестокой смертью.

Пусть наши глаза при жизни не видят

Уходящие вдаль составы.

Но дай нашим дланям, Господь, забрызгать

Их мундиры пеной кровавой.
С начала депортаций в Треблинку стихи Шленгеля стали хроникой жизни варшавских евреев, документальный характер его поэзии подчёркивал Эммануэль Рингельблюм, назвавшего Шленгеля «поэтом гетто». Среди событий, засвидетельствованных поэтом, была депортация Дома сирот Януша Корчака, которую Шленгель описал в стихотворении «Kartka z dziennika akcji». По словам польского поэта Петра Мицнера, «Шленгель оставил после себя стихи-свидетельства одиночества, гордости и презрения — но презрения не к людям, а к преступным законам истории. Как если бы автор стоял перед лицом смерти, показывая ей фигу и одновременно предостерегая будущие поколения».
Стихи, написанные Шленгелем в период Холокоста, выполнены в мрачной и язвительной манере и полны негодования по отношению к Богу. В стихотворении «Пришло время!», написанном в декабре 1942 года (возможно, вскоре после того, как Шленгель узнал о газовых камерах Треблинки), поэт осмысляет катастрофу еврейства с точки зрения божественного провидения. Филолог Ф. Аарон отмечает, что в стремлении осмыслить провидение Шленгель следует канону мидраша, однако в отличие от иудейских теологов поэт «переворачивает» космический порядок: в своём стихотворении он приговаривает Бога к смерти в Треблинке, отплачивая ему за несправедливость.
Завершающий этап творчества Шленгеля был вдохновлён восстанием в Варшавском гетто: вскоре после начала мятежа он создал стихотворение «Контратака». Героем этого произведения стал еврейский боец, способный на месть, которую поэт рассматривал как условие обретения достоинства и свободы. Последние работы Шленгеля написаны лаконичным рубленым языком, в них поэт сообщает об уходе евреев в подполье, строительстве бункеров в подвалах, сборе припасов. Поэт писал об этом как о возврате пещерной эры, уходе под землю под натиском диких зверей. Из последних произведений Шленгеля составлен сборник «Что я читал мёртвым».

## Наследие

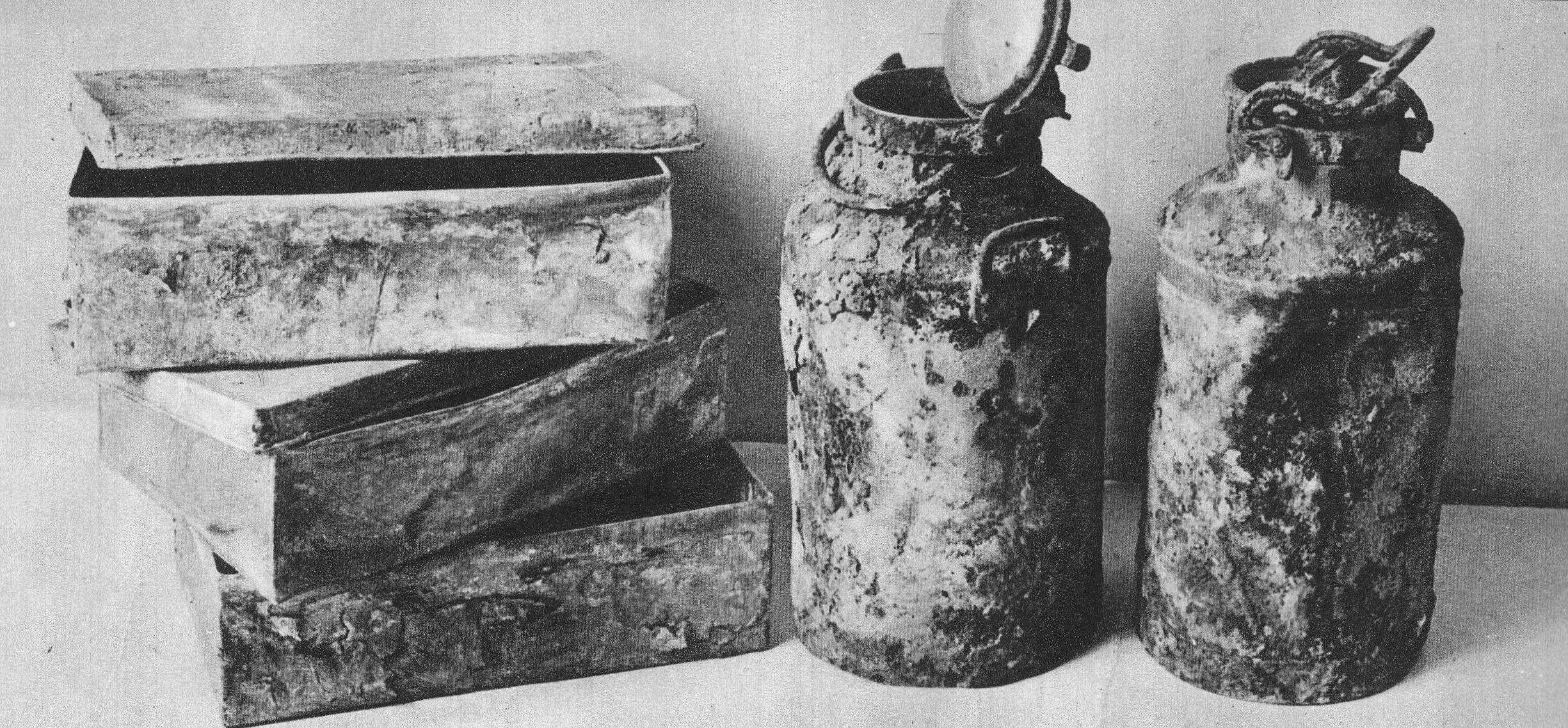
Железные ящики и молочные бидоны, в которых хранился архив Рингельблюма

После смерти поэта наиболее обширное собрание его произведений хранилась у Юлиана Кудасевича, начальника Шленгеля на мастерской по производству щёток. Этот сборник, представляющий собой копию машинописного текста от 8 октября 1942 года, Кудасевич передал Еврейской исторической комиссии. Благодаря вкладу Кудасевича комиссия познакомилась с несколькими неизвестными работами Шленгеля, а также приступила к выверке уже известных текстов.
Кроме того, наследие поэта было восстановлено по содержанию архива Рингельблюма, обнаруженного под руинами послевоенной Варшавы. В том числе, в архивах упоминалось, но не приводилось стихотворение «Расчёты с Богом»: его удалось восстановить лишь в 1985 году усилиями писательницы Халины Биренбаум — выяснилось, что неподписанная копия этого стихотворения хранится у пережившего Холокост жителя Хайфы.
Несмотря на усилия исследователей, значительная часть наследия Шленгеля до сих пор считается утерянной.

### Комментарии
1. ↑  Оригинальное название стихотворения обозначает запись в журнале депортаций[9]. В переводе Кирилла Медведева стихотворение приводится без заголовка.

## Публикации на русском языке
- «Окно на ту сторону». / перевод Натальи Горбаневской. — Новая Польша. — 2006. — Апрель. — С. 24—25.
- Крик в ночи / перевод Кирилла Медведева. — Colta.ru. — 2013. — 19 апреля.
- Стихотворения / перевод Игоря Белова. — Новая Польша. — 2014. — Апрель. — С. 46—53.